# 猛兽级鱼雷艇
猛兽级鱼雷艇（德語：Raubtier-Klasse）也被称为1924级（Torpedoboot 1924），是德国国家海军于1920年代建造的六艘鱼雷艇所使用的船级。作为更名后的战争海军的一份子，这些艇具在1930年代末的西班牙内战期间曾多次执行非干预巡逻任务。除其中一艘在1939年9月第二次世界大战爆发前不久的一次意外碰撞中沉没外，其余成员均在战争的头几个月里负责为商船提供护航，并搜查违禁品。它们于1940年4月的挪威战役中发挥了次要作用，进而恢复护航任务。在年底移驻德占法国后，猛兽级鱼雷艇开始在英吉利海峡自行布设雷区。仍然幸存的成员于1941年接受改装，然后受命前往斯卡格拉克海峡担任护航。到1942年初，幸存的同级艇仅余两艘，它们被转移回法国以参加“海峡冲刺”。同年5月，鸡貂号在试图护送一艘破交舰穿越海峡时遭击沉。最后一艘幸存的美洲豹号在接下来的数年间一直从事布雷、协助突围舰和U艇穿越比斯开湾，并在挪威水域护送船队。1944年6月盟军入侵诺曼底后不久，它便遭英国轰炸机击沉。

## 设计
猛兽级鱼雷艇的体积较前级猛禽级稍大，并根据前级的经验作出了一些改进。这批鱼雷艇有严重的迎风倾向，所以它们“几乎不可能在大风和低速下保持航向”。这种设计因配备了太多鱼雷而受到批评，因为它们在二战期间的实际作用并不理想。
同级艇的水线长和全长分别为92.6米和89米，有8.65米的舷宽以及平均3.52米吃水深度。通过稍微加长和加宽船体，其标准排水量从猛禽级的923吨增加到933吨，满载时则可达1,320吨。艇体被分成十三个水密隔舱，并具有占龙骨长度比重为96%的双层船底，采用由鱼雷艇钢制成的横向框架和纵向垫板结构焊接而成。艇只的标准船员编制为4名军官和125名水兵。
猛禽级艇只搭载有两组齿轮传动蒸汽轮机，各负责驱动一副直径为2.35米的三叶螺旋桨。过热蒸汽由三台水管锅炉供应，其运行压力为18.5標準大氣壓（1,875千帕斯卡）。这些涡轮机可输出23,000匹軸馬力（17,000千瓦特）的功率，设计航速为34節（63每小時）。艇只最多可贮存338吨燃料油，理论上能够以17節（31每小時）的速度的巡航3,900海里（7,200）。但实践证明，在此速度下的有效航程仅为1,997海里（3,698）。

### 武器与探测器
竣工时，猛兽级各艇装备有三门105毫米28倍径速射炮作为主炮，一门位于艇艏前部，两门位于艇艉后部，从艏到艉依次编为1至3号炮。炮架可提升至30°仰角和降低至-10°俯角，发射14.7千克炮弹时的炮口初速为925米每秒。在最大仰角时，射程可达17,250米。大部分火炮经过改装后，可使用32式炮重15.1千克的弹药，将炮口初速提高到785米每秒。新炮弹在44.4°仰角的最大射程为15,175米。惟最后一艘幸存的美洲豹号保留了初始初始火炮直至1944年沉没。每门火炮各备弹100发。1932年，豹号和猞猁号的火炮获扩孔，成为127毫米34式速射炮的原型，之后应用于1934级驱逐舰。
这些艇只还在两座水面三联装挂架上安装有六具500毫米鱼雷发射管，并可携带多达30枚水雷。1931年后，这些鱼雷发射管被533毫米管取代，可能使用的是G7a型鱼雷。它具有300千克重的弹头和三档速度/射程设置：30節（56每小時）为14,000米，40節（74每小時）为8,000米以及44節（81每小時）为6,000米。
1931年以后还增加了一对20毫米30式高射炮。这款炮的有效射速为每分钟120发，其0.12千克重的抛体能够以875米每秒的初速发射，使射高达到3,700米、最大水平射程达到4,800米。每门火炮各备弹2,000发。至战争期间，又在2号炮前方的单座炮架上加装了一对额外的20毫米炮。1942年底，它们被四联装的20毫米炮架所取代。增加的其它火炮还包括在艇艉烟囱周围安装有三门、在舰桥翼台安装有两门以及在舰桥前部加装有一门20毫米炮，均为单装。1944年前后，美洲豹号在既有雷达的基础上，还安装了一台FuMB-4“萨摩斯”型雷达探测器。

## 同级艇

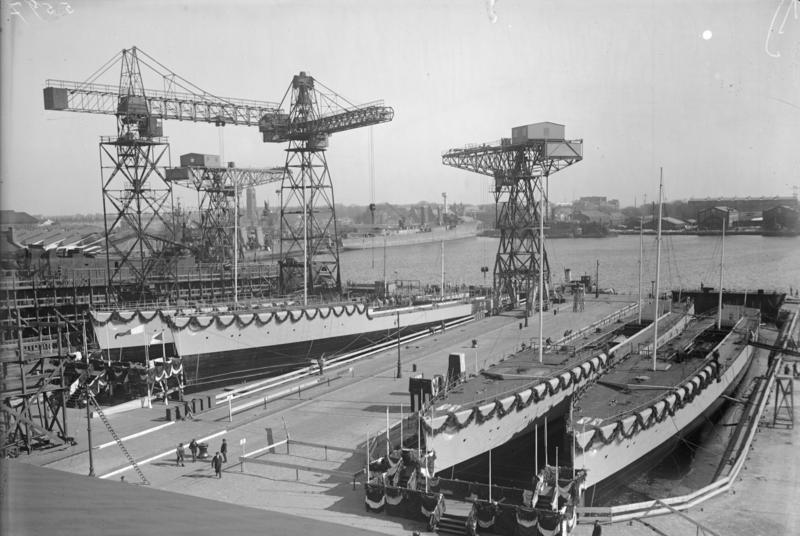
虎号、猞猁号、美洲豹号和豹号在下水仪式

| 艇名     | 识别码 | 造船厂               | 动工         | 下水           | 投运           | 结局                                      |
| -------- | ------ | -------------------- | ------------ | -------------- | -------------- | ----------------------------------------- |
| 狼号     | WO/WL  | 威廉港国家海军造船厂 | 1927年3月8日 | 1927年10月12日 | 1928年11月15日 | 1941年1月8日触雷沉没                      |
| 鸡貂号   | IT     | 威廉港国家海军造船厂 | 1927年3月8日 | 1927年10月12日 | 1928年10月1日  | 1942年5月13日行动中遭英国鱼雷快艇击沉     |
| 猞猁号   | LU     | 威廉港国家海军造船厂 | 1927年4月2日 | 1928年3月15日  | 1929年4月15日  | 1940年7月26日遭英国潜艇泰晤士号击沉       |
| 虎号     | TG     | 威廉港国家海军造船厂 | 1927年4月2日 | 1928年3月15日  | 1929年1月15日  | 1939年8月27日遭友军驱逐舰Z-3号意外撞沉    |
| 美洲豹号 | JA/JR  | 威廉港国家海军造船厂 | 1927年5月4日 | 1928年3月15日  | 1929年6月1日   | 1944年6月14日遭飞机炸沉                   |
| 豹号     | LP     | 威廉港国家海军造船厂 | 1927年5月4日 | 1928年3月15日  | 1929年8月15日  | 1940年4月30日遭友军布雷舰普鲁士号意外撞沉 |

## 历史
大部分同级艇最初都隶属于第3鱼雷艇半区舰队（3. Torpedoboots-Halbflottille）。到1936年底，战争海军将其鱼雷艇重组为区舰队建制，其中豹号和猞猁号被编入第2鱼雷艇区舰队，狼号、鸡貂号、美洲豹号和虎号则编入第3鱼雷艇区舰队。在西班牙内战期间，这两支区舰队都多次被派往西班牙。1938年6月左右，鱼雷艇部队再次重组，豹号和猞猁号换编至第4鱼雷艇区舰队。其余同级艇要么正接受改装，要么已作预备役搁置。7月1日，第3鱼雷艇区舰队重新编号为第6鱼雷艇区舰队。1939年9月1日，即德国对波兰宣战前不久，虎号在一次夜间训练时被德国驱逐舰Z-3“马克斯·舒尔茨”号意外撞沉。

### 第二次世界大战

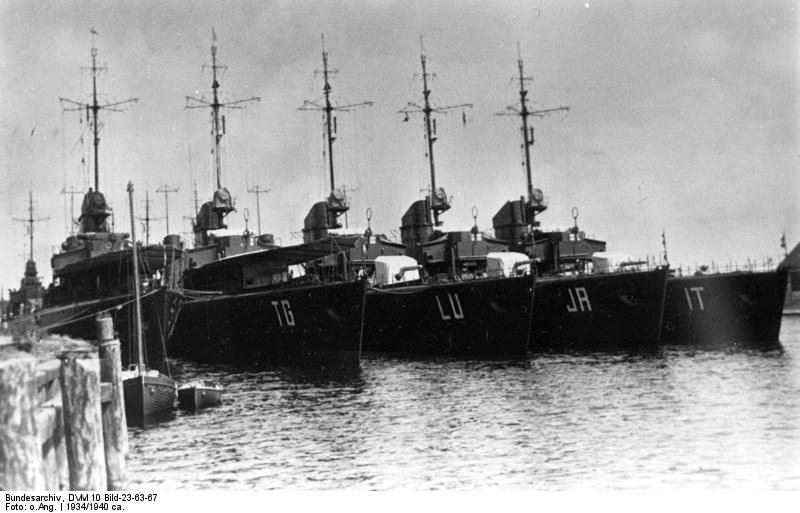
锚泊中的虎号、猞猁号、美洲豹号和鸡貂号

战争爆发之初，第4区舰队解散，所属成员被转移到第5和第6鱼雷艇区舰队。除美洲豹号外，所有猛兽级鱼雷艇都参与了1939年9月3日开始的北海布雷行动。在11月13日、18日和19日，第6区舰队和一或两艘轻巡洋舰与从英国海岸执行布雷任务归来的驱逐舰会合。两天后，这支区舰队在斯卡格拉克海峡巡逻，检查中立国船只是否有搭载违禁品，然后于25日返回港口。12月14日至16日，美洲豹号和另一艘鱼雷艇海雕号继续在斯卡格拉克海峡执行违禁品巡逻，并扣押了六艘船只。
1940年，当鸡貂号正在接受改装之际，其余五艘同级艇都在4月入侵挪威期间发挥了次要作用。其中豹号和狼号被派去支援对卑尔根的攻击，猞猁号被派往南部沿岸协助占领克里斯蒂安桑，而美洲豹号则负责向克里斯蒂安桑运送增援部队。4月11日，当装甲舰吕措号在没有护航的情况下驶回德国时，在丹麦海岸遭一艘英国潜艇击瘫，全部五艘猛兽级艇都响应赶往提供援助。4月30日，在与狼号一同护送一队布雷舰从斯卡格拉克海峡布设雷区返航时，豹号被其中一艘布雷舰意外撞沉。
第6区舰队于4月解散，所属成员被整合至第5区舰队，该部队在接下来的几个月里继续护送布雷舰和受损船只往返于挪威与德国之间。在其中一次任务中，猞猁号于7月26日遭英国潜艇泰晤士号击沉。区舰队于8月至9月在北海南部执行布雷任务，进而于10月移驻英吉利海峡。在那里，它们第一次搜索盟军船只的出击无果而终，但10月11日至12月的另一次出击中则击沉了四艘盟军小型舰艇。区舰队成员自此开始在当年余下的时间里自行布设雷区，并持续至1941年初。1月8日，狼号在一次此类任务中不慎触雷沉没。
鸡貂号和美洲豹号作为同级仅存的两艘鱼雷艇继续布雷，并于3月22日在两艘战列舰完成北大西洋的袭击后护送它们穿越比斯开湾。两艘姊妹艇自次月开始接受改装，继而移驻斯卡格拉克海峡，在那里执行护航任务直到10月。1942年1月，它们被转移到德占法国重新加入第5区舰队，并在2月的“海峡冲刺”行动期间成为两艘战列舰和一艘重巡洋舰穿越英吉利海峡的护航成员之一。两艘鱼雷艇都在3月协助破交舰米歇尔号成功穿越英吉利海峡，但鸡貂号于5月13日试图护送另一艘商船时遭英国鱼雷快艇击沉。这使得美洲豹号成为唯一幸存的同级艇，并在当年余下的时间里一直留在法国，协助护送从比斯开湾诸港出发前往日本的轴心国突围舰。
1943年初，美洲豹号被转移到挪威海域执行护航任务，但在年中返回法国，协助护送德国潜艇穿越比斯开湾，并一直持续到8月初。1944年3月，该艇又跟随第4和第5区舰队在英吉利海峡布设雷区。随着盟军于6月6日开始在诺曼底登陆，美洲豹号所在的第5区舰队在接下来的一周内多次从勒阿弗尔出击，试图击沉盟军舰艇。它们大多没有成功，只是于6月6日击沉了挪威驱逐舰斯文纳号。美洲豹号最终于6月14日至15日夜间在盟军的一次空袭中遭英国皇家空军的炸弹击沉。